# Comuna Maksîmivka, Zbaraj
Maksîmivka (în ucraineană Максимівка) este o comună în raionul Zbaraj, regiunea Ternopil, Ucraina, formată din satele Ceahari-Zbarazki, Horî-Strîiovețki și Maksîmivka (reședința).

## Demografie
Componența lingvistică a comunei Maksîmivka
     Ucraineană (97,57%)
     Rusă (2,21%)
     Alte limbi (0,22%)
Conform recensământului din 2001, majoritatea populației comunei Maksîmivka era vorbitoare de ucraineană (97,57%), existând în minoritate și vorbitori de rusă (2,21%).